# Mount & Blade: Warband
Mount & Blade: Warband è un videogioco di ruolo sviluppato da TaleWorlds pubblicato per la prima volta nel 2010 per Microsoft Windows. Il titolo è la prima espansione ufficiale del primo videogioco Mount & Blade ed è disponibile come download diretto dal sito della TaleWorlds, attraverso il software di distribuzione Steam, come programma scaricabile su GOG.com, o come DVD com attivazione online richiesta. Le versioni macOS e Linux sono uscite il 10 luglio 2014 su Steam.

## Nuove caratteristiche

La mappa di Calradia, all'inizio del gioco nell'espansione. Ad ogni fazione corrisponde un colore: Regno dei Vaegir (ocra), Regno del Nord (azzurro), Swadian (arancio scuro), Rhodoks (verde), Khanato dei Khergit (viola) e Sultanato Sarannide (giallo)

Warband mantiene la stessa ambientazione e stesso gameplay del primo titolo, con l'aggiunta di nuove caratteristiche che lo rinnovano:
- ora le fazioni sono sei, con l'aggiunta del Sultanato Sarannide;
- la gestione della politica è stata migliorata, e l'introduzione delle opzioni politiche permette ai giocatori di influenzare i signori e addirittura sposarsi
- la mappa è stata riorganizzata
- la grafica è stata migliorata leggermente, con nuove animazioni in battaglia e l'alterazione di alcune preesistenti
- adesso il giocatore può fondare una fazione tutta sua, a condizione che catturi una città o un castello
- aggiunta del multigiocatore online, fino a ben 200 giocatori.

### Modalità multigiocatore
Nella nuova modalità multigiocatore, sono rimossi tutti gli aspetti del giocatore singolo, in quanto la modalità è interamente concentrata sul combattimento Ogni partita multigiocatore coinvolge un massimo di 200 giocatori, divisi in due squadre basate sulle fazioni scelte. Ogni giocatore è provvisto di un personaggio "template" bilanciato (che può cambiare di server in server), basati su tre tipi generali di esercito premoderno: Fanti, Arcieri e Cavalleria. I personaggi si personalizzano acquistando gli equipaggiamenti disponibili per la fazione selezionata, e acquistabili tramite i denari (la valuta nel gioco) tra un incontro multigiocatore e l'altro. Non vi è collegamento tra i personaggi in giocatore singolo che in multigiocatore, né tantomeno modo di salire di livello, ottenere esperienza o alterare le caratteristiche dei personaggi template.
Nel Warband originale sono incluse otto modalità giocatore singolo, molte delle quali simili a quelle che troviamo negli sparatutto in prima persona (come battaglia a squadre e cattura la bandiera), ma vi sono anche altre modalità, come gli assedi dei castelli dal gioco originale. Alcune mod aggiungono persino nuove modalità di gioco in multiplayer..

## Accoglienza
| Testata                            | Versione | Giudizio |
| ---------------------------------- | -------- | -------- |
| GameRankings (media al 30-01-2020) | PC       | 78/100   |
| GameRankings (media al 30-01-2020) | PS4      | 67/100   |
| GameRankings (media al 30-01-2020) | XONE     | 59/100   |
| GameSpot                           | PC       | 7.5/10   |
| GameZone                           | PC       | 8/10     |
| IGN                                | PC       | 8.1/10   |
| IGN                                | XONE     | 6.8/10   |
| PlayStation Official Magazine      | PS4      | 7/10     |
| Official Xbox Magazine             | XONE     | 7/10     |
| PALGN                              | PC       | 8/10     |
| PC Format                          | PC       | 67%      |
| PC Gamer                           | PC       | 83%      |
| PC Zone                            | PC       | 70%      |
| The Digital Fix                    | PS4      | 6/10     |
| Teletext GameCentral               | PC       | 6/10     |
| Spaziogames                        | PS4      | 7.0/10   |
| Multiplayer.it                     | PC       | 8.5/10   |

La versione PC di Warband ha ricevuto un'accoglienza generalmente positiva, mentre nel caso delle versioni PlayStation 4 e Xbox One è andata meno felicemente, secondo la Metacritic. Sulla piattaforma digitale Steam, la versione PC ha ricevuto una votazione positiva strepitosa del 97% da parte dei giocatori. Come il suo predecessore, Warband è stato lodato come un gioco di una rigiocabilità e longevità maggiore rispetto ad altri giochi usciti in contemporanea. Tuttavia, molti hanno ritenuto che dire che considerare Warband un sequel fosse un'esagerazione, e che il gioco è meglio descritto come "espansione stand-alone", o una versione migliorata del Mount & Blade originale.
La caratteristica meglio lodata è stata l'inclusione del multigiocatore, co ComputerGames.ro che l'ha descritta come "esattamente quello che mancava al predecessore", mentre Nick Kolan della IGN ha considerato questa caratteristica come "probabilmente la miglior ragione di esistere per l'espansione." Mod DB l'ha premiata con il premio Editor's Choice: Best Multiplayer Indie Game of 2010 ("Scelta dell'Editore: Miglior gioco indie multigiocatore del 2010"). I recensori hanno notato il piccolo numero di mappe e modalità multigiocatore, e lo sbilancio presente in molte di esse, seppur ComputerGames.ro abbia suggerito che l'accettanza dei produttori verso il modding avrebbe rettificato questi problemi. Kolan ha enfatizzato la comunità molto amichevole e collaborativa in confronto ad altri giocatori multiplayer, sebbene Alex Yue di Gamer Limit aend Christopher Rick di Gamers Daily News hanno trovato ben pochi server in corso alla volta, server che poi giungevano al massimo a 64 giocatori. Yue ha anche ritenuto che a coloro che possedessero il gioco Mount & Blade originale e non erano interessati alla caratteristica multiplayer, l'espansione Warband non era consigliabile, dato che era l'unica aggiunta di nota.